# Figurice Venere iz Kostenkija
Figurice Venere iz Kostenkija su prapovijesni prikazi ženskog tijela, obično od bjelokosti i obično datirane prije između 25.000 i 20.000 godina, što ih čini dijelom gravettienske industrije gornjeg paleolitika. Ove figure Venere pronađene su u arheološkom kompleksu Kostyonki-Borshchyovo u Rusiji, a čuvaju se u muzeju Ermitažu Sankt-Peterburgu.

## Vanjske poveznice
|  | Zajednički poslužitelj ima još gradiva o temi Figurice Venere iz Kostenkija |

- (eng.) Venus of Kostenky, Encyclopedia of Stone Age Art
- (eng.) Venus figures from the Kostenki–Borshevo region on the Don River, Don's Maps